# Is This Thing On?
Is This Thing On? — предстоящая американская комедия режиссёра Брэдли Купера с Уиллом Арнеттом и Лорой Дерн в главных ролях, а также Купером в роли второго плана.

## Сюжет
После долгих лет совместной жизни Алекс и Тесс полюбовно завершили свой брак, начав неловкий этап выяснения, как жить отдельно, воспитывая двух мальчиков и поддерживая дружеские отношения. Алекс открывает для себя новое хобби и в процессе узнаёт больше о себе и своих отношениях.

## В ролях
- Уилл Арнетт — Алекс
- Лора Дерн — Тесс
- Шон Хейз
- Брэдли Купер — лучший друг Алекса
- Андра Дэй

## Производство
В июне 2023 года стало известно, что Брэдли Купер станет режиссёром фильма, в котором он будет сниматься вместе с Уиллом Арнеттом. Арнетт напишет сценарий в соавторстве с Марком Чаппеллом. В конце того же месяца стало известно, что в актёрский состав вошла Эмили Блант. В декабре 2024 года к актерскому составу присоединился Шон Хейс. В феврале 2025 года Купер рассказал, что к актёрскому составу присоединились Лора Дерн и Андра Дэй и, что будет работать оператором второго плана в фильме.
Основные съёмки должны были начаться в сентябре 2024 года в Лос-Анджелесе. Съёмки, как сообщается, начались к январю 2025 года в Нью-Йорке.